# I pinguini ci guardano
I pinguini ci guardano è un film commedia italiano del 1956, diretto da Guido Leoni, che vede la partecipazione di alcuni dei grandi attori italiani dell'epoca.

## Trama
La vita di tutti i giorni in uno zoo vista attraverso gli occhi dei suoi abitanti, con gli animali che parlano, espongono i loro problemi e commentano il comportamento degli uomini.
Vengono inseriti anche alcuni numeri musicali.